# مرکز خدمات یکپارچه بهداشت و سلامت پیل مموریال
مرکز خدمات یکپارچه بهداشت و سلامت پیل مموریال (انگلیسی: Peel Memorial Centre for Integrated Health and Wellness) یک مرکز خدمات بهداشتی و درمان سرپایی در مرکز شهر برمپتون در کانادا و جزئی از شبکه سلامت ویلیام آسلر است که در سال۲۰۰۷ میلادی، جایگزین بیمارستان پیل مموریال شد.
در ۲۶ مارس ۲۰۲۱، مقامات محلی اعلام کردند که قصد دارند یک بخش بستری ۲۵۰ تخت‌خوابی به این مرکز اضافه کنند و آنرا مبدل به یک بیمارستان کنند و بعدها یک بخش اوژانس هم بدان بیافزایند.